# ماري وارن
ماري وارن (بالإنجليزية: Mary Warren)‏ هي ممثلة أمريكية، ولدت في 6 نوفمبر 1893 في بنسيلفانيا في الولايات المتحدة، وتوفيت في 4 أغسطس 1956 في لوس أنجلوس في الولايات المتحدة.

## وصلات خارجية
- ماري وارن على موقع IMDb (الإنجليزية)
- ماري وارن على موقع قاعدة بيانات الفيلم (الإنجليزية)